# Fornells (Begur)
Fornells, o Fornells de Mar, és una entitat de població del municipi de Begur (Baix Empordà), situada a la costa, al voltant de la Cala Fornells, davant de l'illa Blanca, al nord de la cala d'Aiguablava.
A Fornells hi ha el port esportiu d'Aiguablava, gestionat pel Club Nàutic Aiguablava, que disposa de 61 punts d'amarratge, el més petit de Catalunya. El camí de ronda uneix les petites cales que formen el nucli de Fornells: situada al nord, l'estreta cala de n'Estasia; i en direcció sud, la cala de Ses Orats, seguida de la cala d’en Malaret, totes elles de sorra gruixuda. Sobre la cala de Ses Orats s'hi va construir la casa de Bonaventura Sabater, conegut com a Xiquet, anomenada 'El Paradís' i que, segons la tradició, fou el lloc des d'on es batejà aquest litoral, a principis del segle xx, amb el conegut nom de 'Costa Brava'.

## Galeria

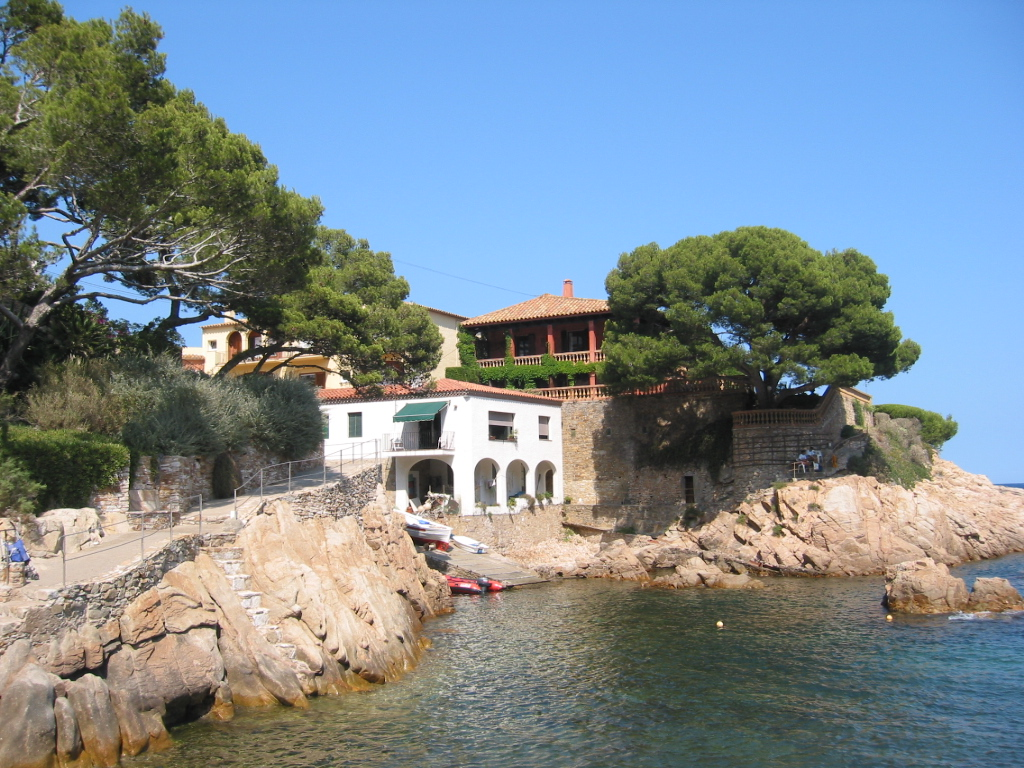
La costa de Fornells
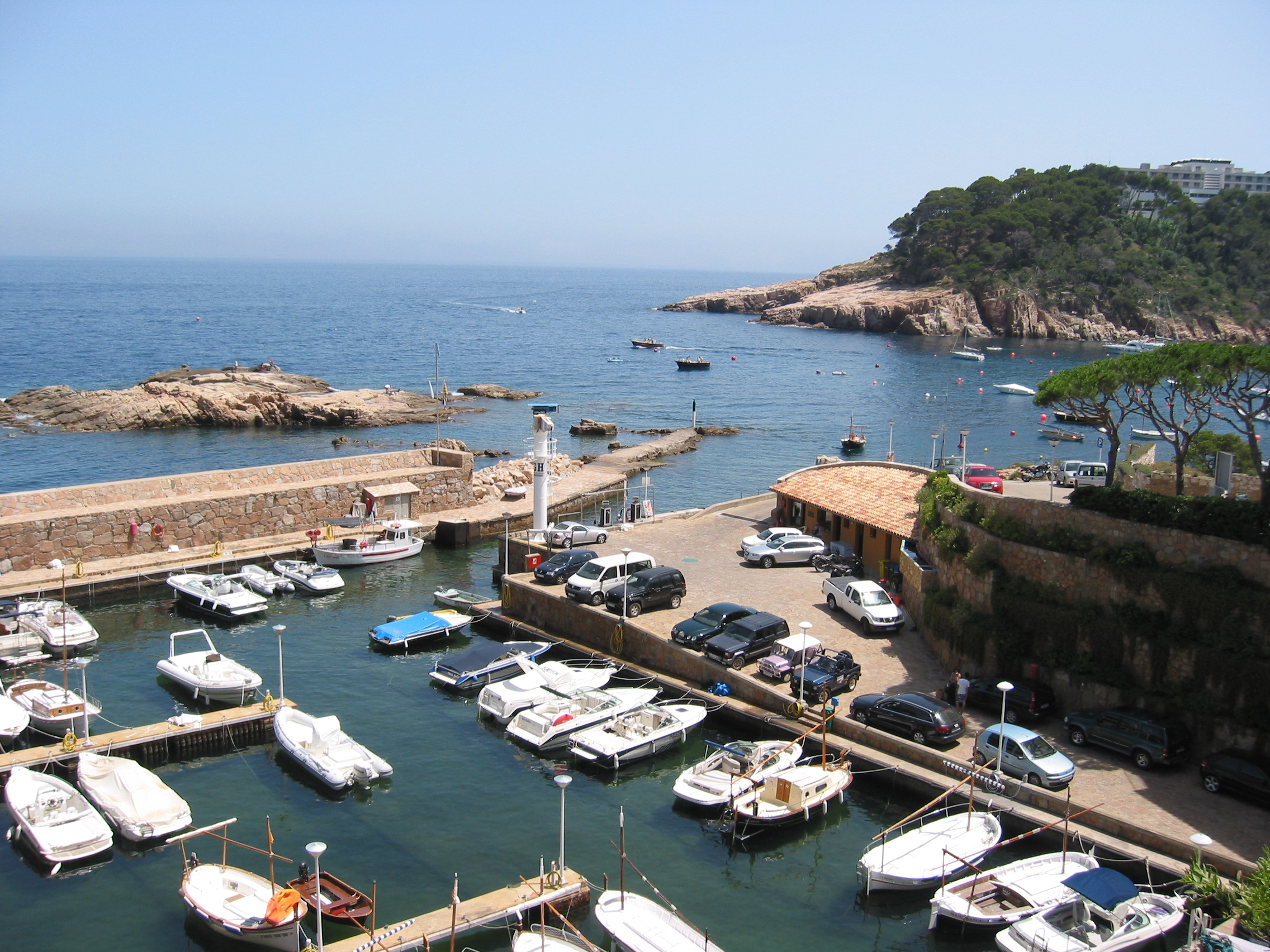
Port d'Aiguablava
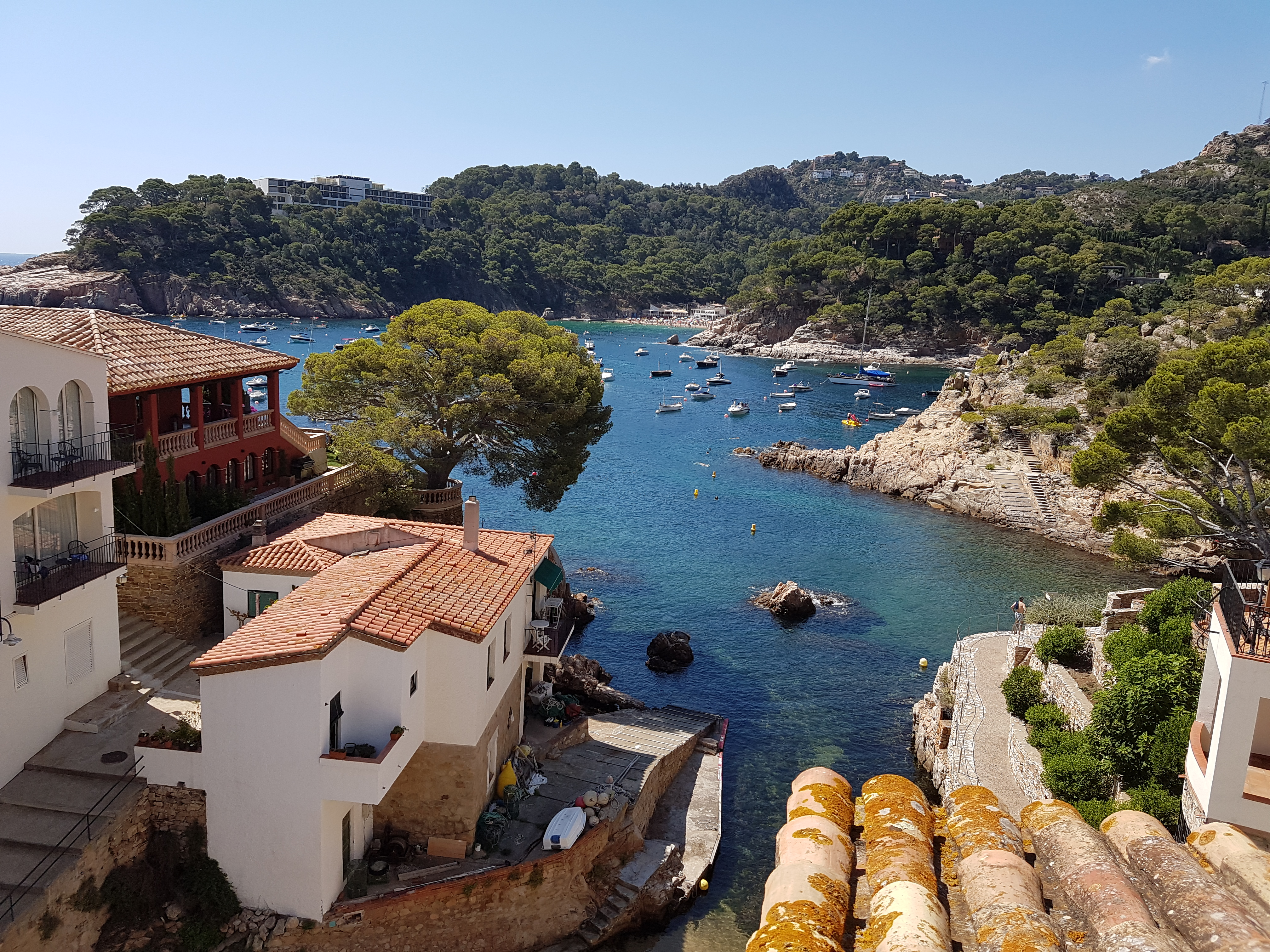
Aiguablava vista des de Fornells
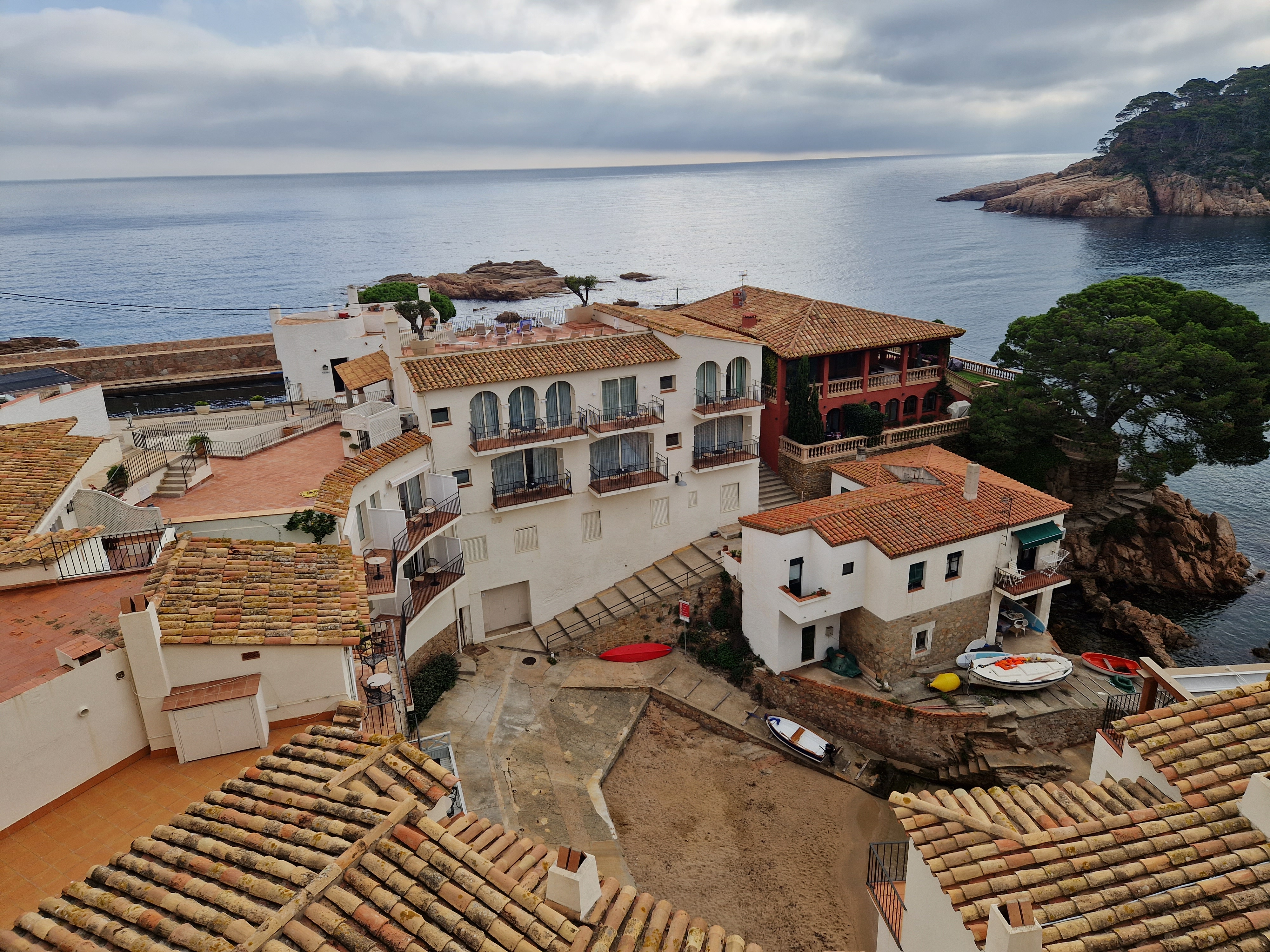
Fornells i l'illa Blanca
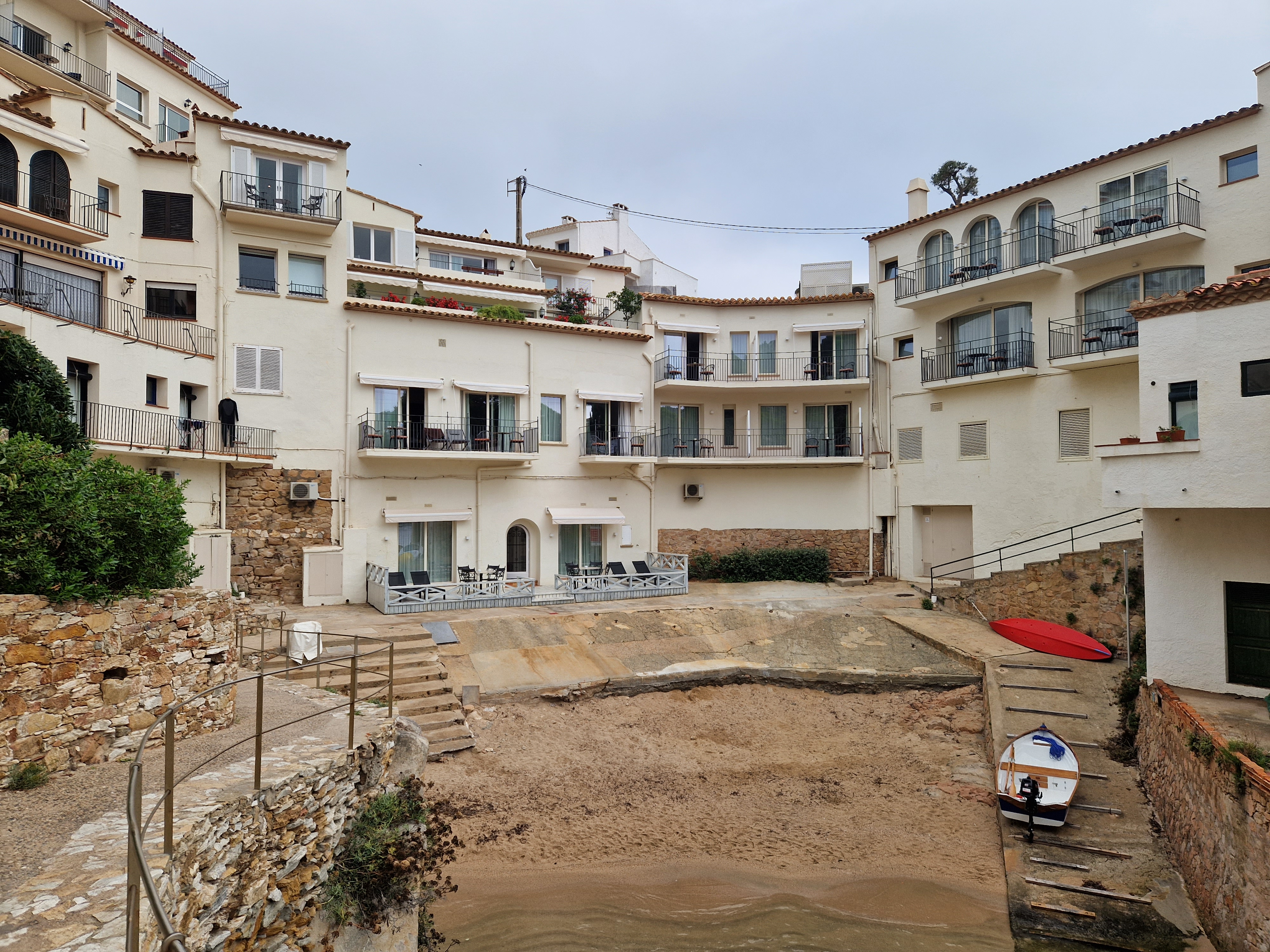
Cala de Ses Orats